# Płucnica płotowa

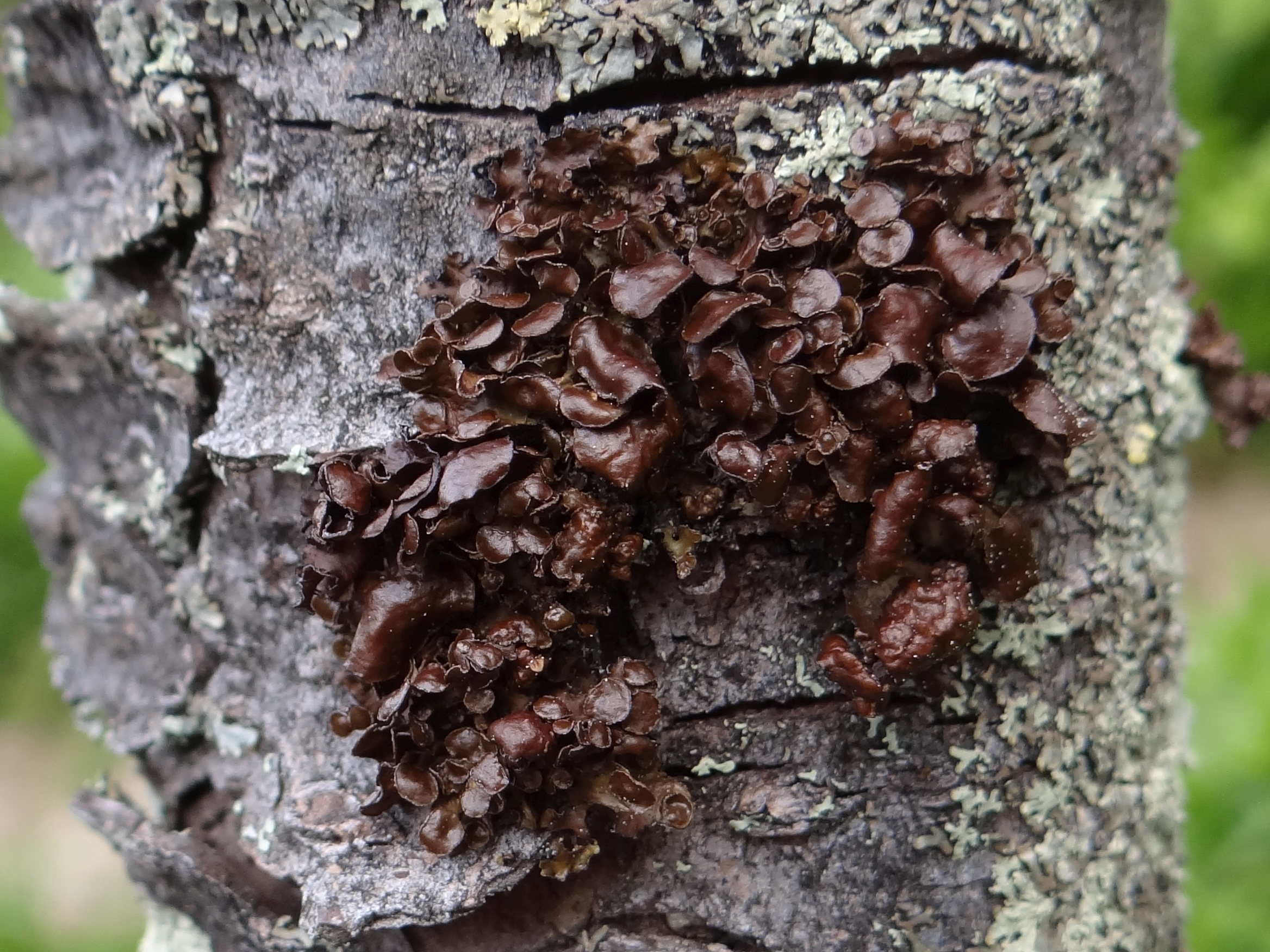

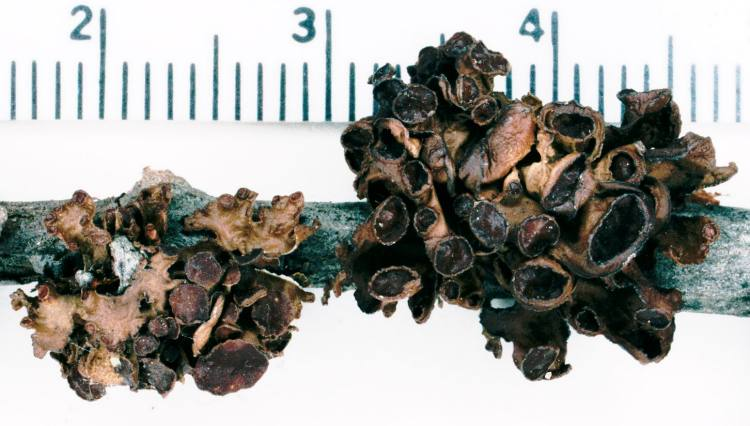

Płucnica płotowa, brązowniczka płotowa (Cetraria sepincola (Ehrh.) Ach.) – gatunek grzybów z rodziny tarczownicowatych (Parmeliaceae). Ze względu na symbiozę z glonami zaliczany jest do porostów.

## Systematyka i nazewnictwo
Pozycja w klasyfikacji według Index Fungorum: Cetraria, Parmeliaceae, Lecanorales, Lecanoromycetidae, Lecanoromycetes, Pezizomycotina, Ascomycota, Fungi.
Po raz pierwszy takson ten opisał w 1793 r. Jakob Friedrich Ehrhart jako Lichen sepincola (w tłumaczeniu na język polski: porost płotowy), później zaliczany był on do różnych rodzajów. Obecną, uznaną przez Index Fungorum nazwę nadał mu Erik Acharius w 1803 r.
Synonimy nazwy naukowej:
- Cetraria sepincola var. ulophylla Ach. 1803
- Lichen sepincola Ehrh. 1785
- Lobaria sepincola (Ehrh.) Hoffm. 1796
- Parmelia sepincola (Ehrh.) Spreng. 1827
- Physcia sepincola (Ehrh.) DC. 1805
- Platysma sepincola (Ehrh.) Hoffm. 1790
- Tuckermanopsis sepincola (Ehrh.) Hale 1987

Nazwy polskie według W. Fałtynowicza. 

## Charakterystyka
Plecha
Listkowata, niewielka, tworząca kępki o średnicy 1–2 cm. Jest nieregularna lub rozetkowata i głęboko wcinana. Poszczególne odcinki plechy mają długość do 2 mm, są przylegające do podłoża, lub wznoszące się. Mają gładkie, lub delikatnie wcinane brzegi. Powierzchnia górna gładka, matowa lub błyszcząca, bez urwistków i izydiów, o barwie brązowej, oliwkowej, zielonobrunatnej lub ciemnobrunatnej. Dolna powierzchnia plechy jest brudnobiała lub jasnobrunatna i posiada nieliczne chwytniki. Plecha heteromeryczna z glonami protokokkoidalnymi.
Rozmnażanie
Rozmnaża się głównie przez zarodniki. Na plesze zawsze i zazwyczaj licznie występują owocniki typu apotecjum, często zasłaniające plechę. Mają średnicę 1–4 mm i wyrastają na brzegach oraz na końcach odcinków. Mają błyszczące, czerwonobrunatne tarczki i cienki, gładki lub karbowany brzeżek plechowy. Worki o zgrubiałych ścianach. W jednym worku powstaje po 8 jednokomórkowych, bezbarwnych, prostych i elipsoidalnych zarodników o rozmiarach 7–10 × 4,5–6,5 μm. 
Reakcje barwne porostów
Wszystkie reakcje negatywne. Kwasy porostowe: kwas protolichesterynowy.

## Występowanie i siedlisko
Płucnica płotowa występuje głównie na półkuli północnej; w Ameryce Północnej, Europie, Azji i na niektórych wyspach. Na półkuli południowej opisano stanowiska tego gatunku tylko na wyspie Goodall w Antarktyce. W Europie północna granica zasięgu biegnie przez Grenlandię, Islandię i północne wybrzeża Półwyspu Skandynawskiego. Szczególnie częsta jest na wokółbiegunowych obszarach tundry. W Polsce występuje na obszarze całego kraju, jest jednak rzadka. Znajduje się na Czerwonej liście roślin i grzybów Polski. Ma status EN – gatunek w sytuacji bardzo wysokiego ryzyka wymarcia w stanie dzikim w regionie. W Polsce podlega ścisłej ochronie gatunkowej.
Występuje na korze licznych gatunków drzew, zarówno liściastych, jak iglastych. Najczęściej obserwowana była na cienkich gałęziach brzóz. Czasami notowano występowanie także na drewnie i na skałach. W tundrze licznie rośnie na gałązkach karłowatych brzóz, wierzb, różanecznikow, borówek i bagna.